# Osnovna šola Komenda - Moste
Osnovna šola Komenda - Moste je osnovna šola, ki leži v občini Komenda. Ena enota stoji v Mostah 40, druga pa na Glavarjevi ulici v Komendi.